# Championnat du Brésil de football américain 2013
Navigation
Édition précédente Édition suivante
Le championnat du Brésil de football américain 2013 est la cinquième édition du tournoi brésilien. Il compte 33 équipes, venant de 23 villes et de 17 États. Il est organisé par la Confédération brésilienne du football américain (CBFA).
Les équipes sont divisées en 4 conférences: Nord, Nord-Est, Centre et Sud. La Conférence Nord-Est, avec plus d’équipes, est subdivisée en deux divisions: Nord et Sud. En saison régulière, les équipes affrontent les autres membres de la même conférence. Après la fin de cette phase, commencent les séries éliminatoires, qui ont 5 tours, le dernier étant le Brasil Bowl IV.
Le Torneio Touchdown 2013 est le second championnat du Brésil de football américain. Il en est à sa cinquième édition. Cette édition voit la participation de 20 équipes, 2 de plus qu'en 2012. Les équipes sont réparties en quatre conférences de 5 équipes chacune: Walter Camp, George Halas, Bill Walsh et Vince Lombardi.

## CBFA 2013

### Équipes participantes
| Conférence Nord  | Conférence Nord-Est         | Conférence Nord-Est | Conférence Centre   | Conférence Sud         |
| Conférence Nord  | Division Nord               | Division Sud        | Conférence Centre   | Conférence Sud         |
| Manaus Cavaliers | Ceará Cangaceiros           | América Bulls       | Brasil Devilz       | Bárbaros do Vale       |
| Titans FA        | Ceará Fênix                 | Confiança Imortais  | Cuiabá Arsenal      | Coritiba Crocodiles    |
|                  | Dragões do Mar de Fortaleza | Maceió Marechais    | Jacarés do Pantanal | Curitiba Brown Spiders |
|                  | João Pessoa Espectros       | Recife Mariners     | Reptiles            | Curitiba Hurricanes    |
|                  | Mossoró Petroleiros         | Recife Pirates      | Rio Branco Cabritos | Curitiba Predadores    |
|                  | Natal Scorpions             | Salvador Kings      | Rio Preto Weilers   | Santa Maria Soldiers   |
|                  | Treze Roosters              | Sergipe Bravos      | São Paulo Storm     | São José Istepôs       |
|                  |                             |                     | Sinop Coyotes       |                        |
|                  |                             |                     | Spartans Football   |                        |
|                  |                             |                     | Vipers Army         |                        |

### Format du championnat
Les parties se déroulent au sein des conférences. Les équipes de la Conférence du Nord en feront chacune 2 et les équipes des autres conférences en feront 6 chacune, selon le tableau approuvé par toutes les équipes. Pour les séries éliminatoires, elles sont classées par conférence:
- 1 équipe du Nord (NORD 1);
- 5 équipes du Nord-Est (NORD-EST 1 a 5);
- 3 équipes du Centre (CENTRE 1 a 3);
- 3 équipes du Sud (SUD 1 a 3);

### Saison régulière
*Qualifiés pour les playoffs
| Cl  | Équipe            | G | P | Pct   | PP | PC | Diff |
| --- | ----------------- | - | - | ----- | -- | -- | ---- |
| N 1 | Manaus Cavaliers* | 2 | 0 | 1.000 | 91 | 15 | 76   |
|     | Titans FA         | 0 | 2 | .000  | 15 | 91 | -76  |

| Cl   | Équipe                 | G | P | Pct   | PP  | PC  | Diff |
| ---- | ---------------------- | - | - | ----- | --- | --- | ---- |
| NE 1 | João Pessoa Espectros* | 6 | 0 | 1.000 | 408 | 8   | 400  |
| NE 3 | Dragões do Mar*        | 5 | 1 | .833  | 219 | 71  | 148  |
| NE 5 | Ceará Cangaceiros*     | 4 | 2 | .666  | 169 | 97  | 72   |
|      | Ceará Fênix            | 3 | 3 | .500  | 129 | 158 | -29  |
|      | Natal Scorpions        | 2 | 4 | .333  | 58  | 259 | -201 |
|      | Treze Roosters         | 1 | 5 | .166  | 26  | 263 | -237 |
|      | Mossoró Petroleiros    | 1 | 5 | .166  | 41  | 194 | -153 |

| Cl   | Équipe             | G | P | Pct   | PP  | PC  | Diff |
| ---- | ------------------ | - | - | ----- | --- | --- | ---- |
| NE 2 | América Bulls*     | 6 | 0 | 1.000 | 403 | 24  | 379  |
| NE 4 | Recife Mariners*   | 5 | 1 | .833  | 132 | 45  | 87   |
|      | Recife Pirates     | 4 | 2 | .666  | 137 | 71  | 66   |
|      | Sergipe Bravos     | 3 | 3 | .500  | 62  | 113 | -51  |
|      | Maceió Marechais   | 1 | 4 | .200  | 58  | 108 | -50  |
|      | Salvador Kings     | 1 | 4 | .200  | 18  | 106 | -88  |
|      | Confiança Imortais | 0 | 6 | .000  | 11  | 210 | -199 |

| Cl  | Équipe              | G | P | Pct   | PP  | PC  | Diff |
| --- | ------------------- | - | - | ----- | --- | --- | ---- |
| C 1 | São Paulo Storm*    | 6 | 0 | 1.000 | 371 | 28  | 343  |
| C 2 | Cuiabá Arsenal*     | 6 | 0 | 1.000 | 344 | 6   | 338  |
| C 3 | Reptiles*           | 4 | 2 | .666  | 196 | 138 | 58   |
|     | Rio Preto Weilers   | 4 | 2 | .666  | 104 | 106 | -2   |
|     | Spartans Football   | 4 | 2 | .666  | 203 | 102 | 101  |
|     | Brasil Devilz       | 2 | 4 | .333  | 53  | 202 | -149 |
|     | Vipers Army         | 1 | 4 | .200  | 56  | 162 | -106 |
|     | Sinop Coyotes       | 1 | 4 | .200  | 41  | 168 | -127 |
|     | Jacarés do Pantanal | 1 | 5 | .166  | 25  | 205 | -180 |
|     | Rio Branco Cabritos | 0 | 6 | .000  | 12  | 287 | -275 |

| Cl  | Équipe                 | G | P | Pct   | PP  | PC  | Diff |
| --- | ---------------------- | - | - | ----- | --- | --- | ---- |
| S 1 | Coritiba Crocodiles*   | 6 | 0 | 1.000 | 272 | 27  | 245  |
| S 2 | São José Istepôs*      | 5 | 1 | .833  | 235 | 74  | 161  |
| S 3 | Curitiba Predadores*   | 4 | 2 | .666  | 127 | 71  | 56   |
|     | Curitiba Brown Spiders | 3 | 3 | .500  | 121 | 137 | -16  |
|     | Santa Maria Soldiers   | 2 | 4 | .333  | 53  | 178 | -125 |
|     | Curitiba Hurricanes    | 1 | 5 | .166  | 68  | 162 | -94  |
|     | Bárbaros do Vale       | 0 | 6 | .000  | 24  | 248 | -224 |

### Playoffs
Les playoffs se déroulent sur cinq tours:
1. Wildcards de la conférence Nord-Est, comme suit: NORD-EST 3 vs NORD 1 NORD-EST 4 vs NORD-EST 5.
2. Finales de Division de la conférence Nord-Est, comme suit: NORD-EST 1 vs équipe la mieux classée des Wildcards et NORD-EST 5 vs équipe la moins bien classée des Wildcards.
3. Quarts de Finale, comme suit: SUD 1 x SUD 3, CENTRE 1 x CENTRE 3, SUD 2 x CENTRE 2 et les vainqueurs des finales de division Nord-Est entre eux.
4. Demi-finales.
5. Finale nationale, le Brasil Bowl IV.

| NE 5 | Ceará Cangaceiros | 18-12 | Recife Mariners  | NE 4 |
| NE 3 | Dragões do Mar    | 49-0  | Manaus Cavaliers | N 1  |

| NE 1 | João Pessoa Espectros | 29-14 | Ceará Cangaceiros | WC 1 |
| WC 2 | Dragões do Mar        | 16-28 | América Bulls     | NE 2 |

| S 1 | Coritiba Crocodiles   | 32-6  | Curitiba Predadores | S 3 |
| S 2 | São José Istepôs      | 16-13 | Cuiabá Arsenal*     | C 2 |
| C 1 | São Paulo Storm       | 49-24 | Reptiles            | C 3 |
| NE  | João Pessoa Espectros | 28-12 | América Bulls       | NE  |

| Coritiba Crocodiles   | 13-9  | São José Istepôs |
| João Pessoa Espectros | 33-30 | São Paulo Storm  |

| Coritiba Crocodiles | 23-14 | João Pessoa Espectros |

## Torneio Touchdown 2013

### Équipes participantes
| Conférence Walter Camp  | Conférence Bill Walsh | Conférence Vince Lombardi | Conférence George Halas   |
| ----------------------- | --------------------- | ------------------------- | ------------------------- |
| Brasília V8             | Jaraguá Breakers      | Botafogo F.A.             | Botafogo Challengers      |
| Minas Locomotiva        | Juventude Gladiators  | Ipatinga Tigres           | Campo Grande Gravediggers |
| Vitória/All Saints      | Lusa Lions            | Santos Tsunami            | Corinthians Steamrollers  |
| Tubarões do Cerrado     | Porto Alegre Bulls    | Vila Velha Tritões        | Flamengo FA               |
| Vasco da Gama Patriotas | Timbó Rex             | Vitória Antares           | Uberlândia Lobos          |

### Format du Championnat
Cette édition compte 20 équipes, deux de plus que lors de l'édition précédente. Les équipes sont réparties en quatre conférences de cinq équipes chacune: Walter Camp, George Halas, Bill Walsh et Vince Lombardi. Chaque équipe rencontre tous les participants de sa propre conférence et joue contre une équipe de chaque autre conférence. Les deux premiers de chaque conférence sont qualifiés pour les playoffs. Ils sont ensuite classés suivant leur bilan final et se rencontrent en quart de finale suivant le modèle suivant: le premier contre le huitième, de deuxième contre le septième, le troisième contre le sixième et le quatrième contre le cinquième.

### Saison régulière
| Équipe                | G | P | Pct  | PP  | PC  | Diff |
| --------------------- | - | - | ---- | --- | --- | ---- |
| Vila Velha Tritões #5 | 5 | 2 | .714 | 188 | 79  | 109  |
| Vitória Antares #8    | 4 | 3 | .571 | 81  | 79  | 2    |
| Botafogo F.A.         | 3 | 4 | .428 | 95  | 139 | -44  |
| Santos Tsunami        | 1 | 6 | .142 | 152 | 146 | 6    |
| Ipatinga Tigres       | 1 | 6 | .142 | 22  | 251 | -229 |

| Équipe               | G | P | Pct   | PP  | PC  | Diff |
| -------------------- | - | - | ----- | --- | --- | ---- |
| Jaraguá Breakers #2  | 7 | 0 | 1.000 | 283 | 21  | 262  |
| Timbó Rex #7         | 4 | 3 | .571  | 136 | 61  | 75   |
| Lusa Lions           | 4 | 3 | .571  | 101 | 129 | -28  |
| Juventude Gladiators | 2 | 5 | .286  | 53  | 209 | -156 |
| Porto Alegre Bulls   | 0 | 2 | .000  | 29  | 171 | -142 |

| Équipe                     | G | P | Pct  | PP  | PC  | Diff |
| -------------------------- | - | - | ---- | --- | --- | ---- |
| Vasco da Gama Patriotas #3 | 6 | 1 | .857 | 169 | 35  | 134  |
| Minas Locomotiva #4        | 6 | 1 | .857 | 140 | 26  | 114  |
| Tubarões do Cerrado        | 3 | 4 | .428 | 102 | 115 | -13  |
| Brasília V8                | 3 | 4 | .428 | 157 | 171 | -14  |
| Vitória/All Saints         | 3 | 4 | .428 | 61  | 177 | -116 |

| Équipe                      | G | P | Pct   | PP  | PC  | Diff |
| --------------------------- | - | - | ----- | --- | --- | ---- |
| Flamengo FA #1              | 7 | 0 | 1.000 | 151 | 39  | 112  |
| Corinthians Steamrollers #6 | 5 | 2 | .714  | 181 | 46  | 135  |
| Botafogo Challengers        | 5 | 2 | .714  | 143 | 68  | 75   |
| Campo Grande Gravediggers   | 1 | 6 | .142  | 55  | 191 | -136 |
| Uberlândia Lobos            | 1 | 6 | .142  | 56  | 186 | -130 |

### Playoffs
| 1er | Flamengo FA             | 23-0  | Vitória Antares          | 8e |
| 4e  | Minas Locomotiva        | 24-33 | Vila Velha Tritões       | 5e |
| 3e  | Vasco da Gama Patriotas | 3-0   | Corinthians Steamrollers | 6e |
| 2e  | Jaraguá Breakers        | 19-13 | Timbó Rex                | 7e |

| Flamengo FA      | 7-0  | Vila Velha Tritões      |
| Jaraguá Breakers | 15-0 | Vasco da Gama Patriotas |

| Jaraguá Breakers | 15-11 | Flamengo FA |